# Lapide delle "male lingue"

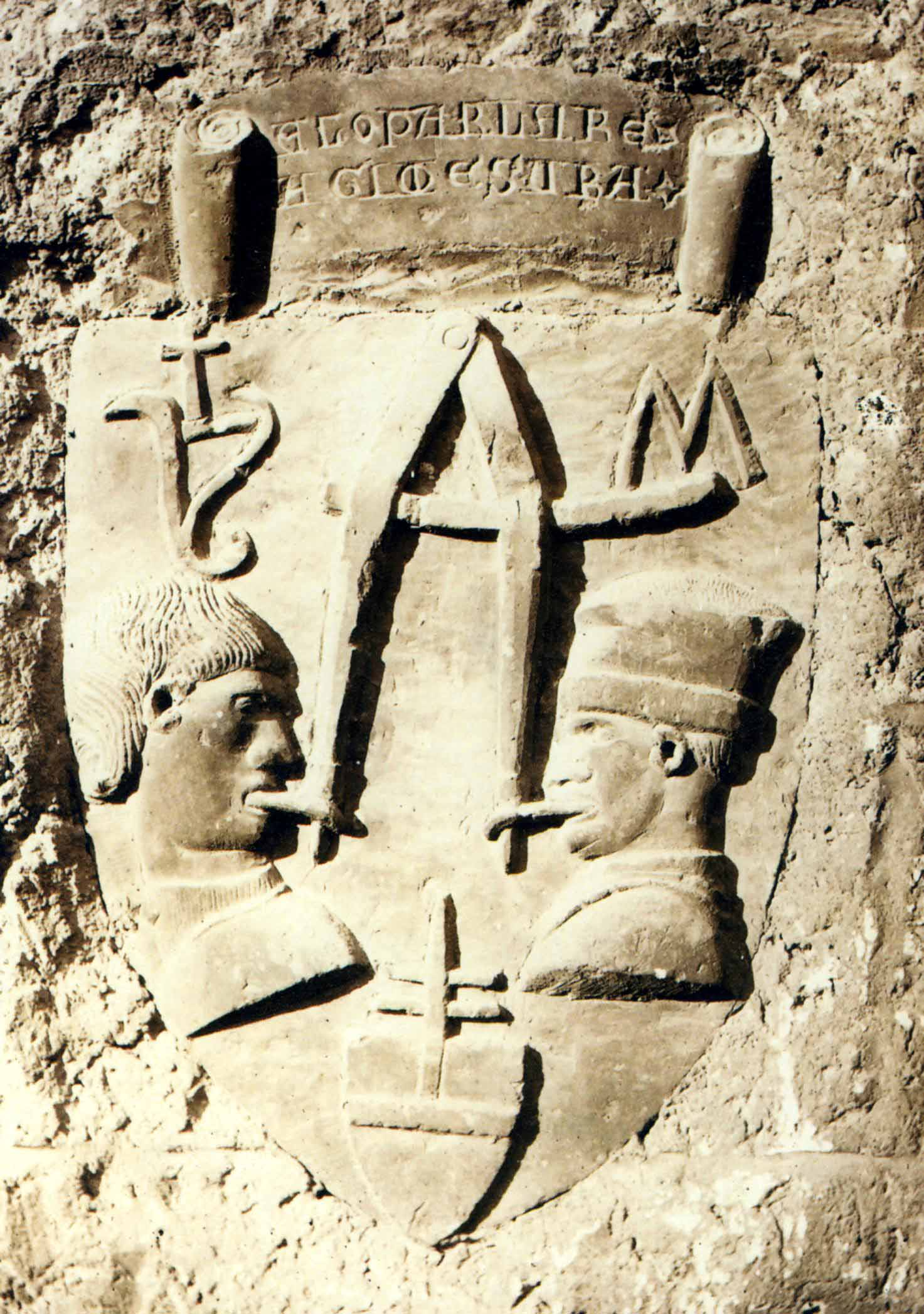
Lapide teramana detta delle "male lingue"

La lapide teramana detta delle "male lingue" o delle "lingue trafitte" è un bassorilievo in pietra del XV secolo, che si trova nella città di Teramo.

## Descrizione
Il bassorilievo raffigura due volti di profilo che si fronteggiano, entrambi con le lingue sporgenti e trafitte da un compasso aperto; la lapide, a forma di scudo, è sormontata da un cartiglio, pure in pietra, sul quale è inciso il motto "A lo parlare agi mesura" (Misura le parole). Le teste appaiono sormontate da due lettere, certamente una "M" (sulla destra) e forse una "Y" (sulla sinistra). Al di sotto dei due profili si trova un piccolo scudo sormontato da una doppia croce.
La pietra era un tempo murata sulla facciata di una casa medievale sita in Teramo, lungo il corso di "Porta romana", e appartenuta in origine a un esponente della famiglia di Antonello De Valle o, comunque, a un partigiano della sua fazione. Secondo il Muzii, nel Cinquecento era passata in proprietà della famiglia Bevilacqua (o Vivilacqua) e, successivamente, al tempo del Palma, alla famiglia di Francesco Principe. All'inizio del Novecento la proprietà era dei Cavacchioli quando fu acquistata dal Municipio che pensava di restaurarla. Tuttavia, nel mese di maggio del 1928 la casa giunse sul punto di crollare. Si decise  così di "smontarla" e di numerare le pietre della facciata, con l'intenzione, poi non attuata, di ricostruirla altrove. Al momento della demolizione, la lapide smurata, fu presa in consegna dal bibliotecario Luigi Savorini che la fece esporre nella sala dei cataloghi della Biblioteca provinciale Melchiorre Dèlfico dove rimase fino all'inizio degli anni settanta.
Oggi la lapide è collocata nella sala consiliare del Municipio di Teramo.

## Racconto sull'origine della lapide

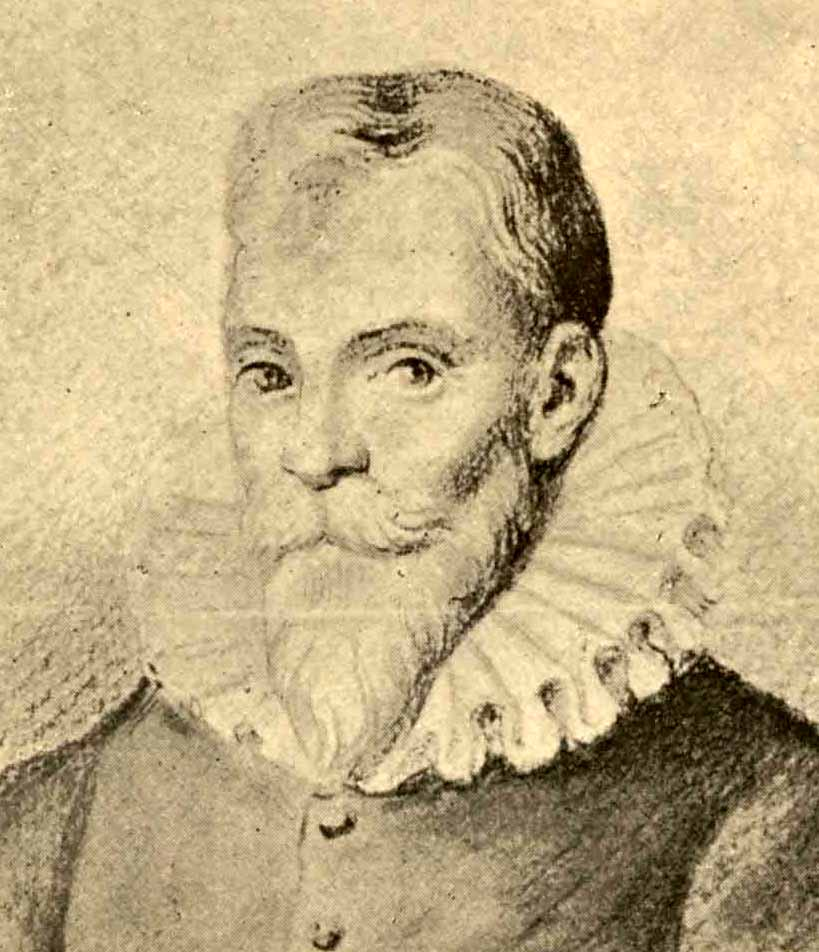
Lo storico teramano Mutio de Mutij

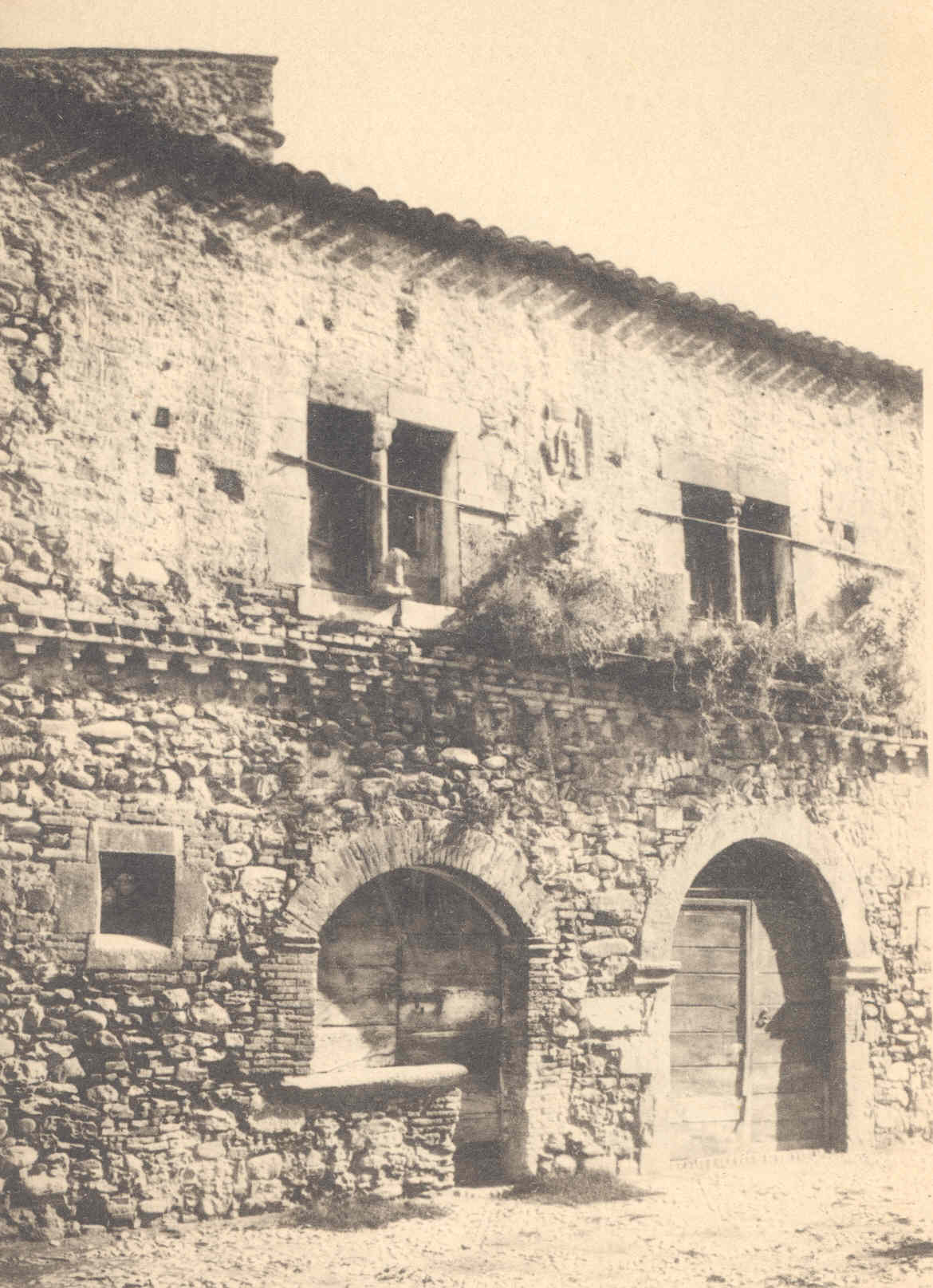
Teramo, casa quattrocentesca degli Antonelli, con la lapide delle “malelingue”, era sul corso di Porta Romana, fu smantellata nel 1928

Quale fosse l'origine di quella pietra e del motto ad essa collegato è detto dallo storico Mutio de Mutij (Muzio Muzii) che nella sua Storia di Teramo, alla fine del "Dialogo III"  narra la vicenda a lui riferita da un tale Antonio Vivilacqua (o Bevilacqua), appartenente a una famiglia che per generazioni era stata al servizio dei signori di Acquaviva.
Vi si raccontava di Angelo Cola Crollo, nobile teramano, capo della fazione dei Melatino, al quale fu rifiutata l'udienza dal tiranno Giosia Acquaviva che era impegnato a colloquio con esponenti dell'avversa fazione degli antonellisti. Irritato, Angelo pronunciò contro Giosia frasi minacciose che i servi di questi udirono e riferirono al tiranno.
Giosia, che faticava a tenere a bada le violenze degli opposti partiti, decise di mostrare ai teramani la misura della propria forza in modo da intimorirli per il futuro. Invitò così, separatamente, gli esponenti dei due partiti nella residenza che possedeva in San Flaviano, (l'attuale Giulianova) e li ospitò in ali diverse del palazzo.
Nel corso della notte ordinò alle guardie di prelevare  Angelo e i suoi dodici compagni, partigiani dei Melatino, e li fece impiccare fuori dell'abitato di San Flaviano, lungo la strada cosiddetta "Reale" che conduceva a Teramo. La mattina dopo, chiamati a colloquio gli antonellisti, Giosia li rimandò a casa assicurandoli che sarebbero stati informati lungo il cammino della ragione di quell'invito. 

Sulla via del ritorno, racconta il Muzii, 
(Dialogo III, pp.135-136)
Il curatore del volume, Giacinto Pannella, corresse a piè di pagina l'errore di Muzii nel citare il motto la cui forma esatta è "A lo parlare agi mesura".

## La vicenda storica e la lotta tra le fazioni teramane
Il racconto del Muzii fa riferimento alla lotta combattuta in Teramo, tra la seconda metà del Trecento e la prima metà del Quattrocento, dalle fazioni rivali dei Melatino e dei Valle (o de Valle), questi ultimi detti anche "Antonellisti" dal nome di Antonello de Valle.
Nel 1388 i de Valle si erano impadroniti di Teramo e avevano fatto strage di quanti, tra i partigiani dei Melatino, avevano opposto resistenza.
Re Ladislao di Durazzo intervenne allora con la forza, esiliando quanti si trovassero armati o coinvolti in episodi di violenza. Alla sua morte però le lotte ripresero: al 1407 risale la congiura dei Melatino, che portò all'uccisione del signore di Teramo e Duca di Atri Andrea Matteo Acquaviva, e a seguito della quale vennero ritenuti colpevoli ed esiliati i figli di Errico Melatino e i fratelli Tommaso e Berardo Paladini, figli di Giovanni di Cola.
L'intervento della regina Giovanna, tramite il suo Viceré, determinò il rientro degli esiliati e un triennio di pace al termine del quale i Melatino furono per l'ennesima volta massacrati e scacciati dai partigiani dei De Valle

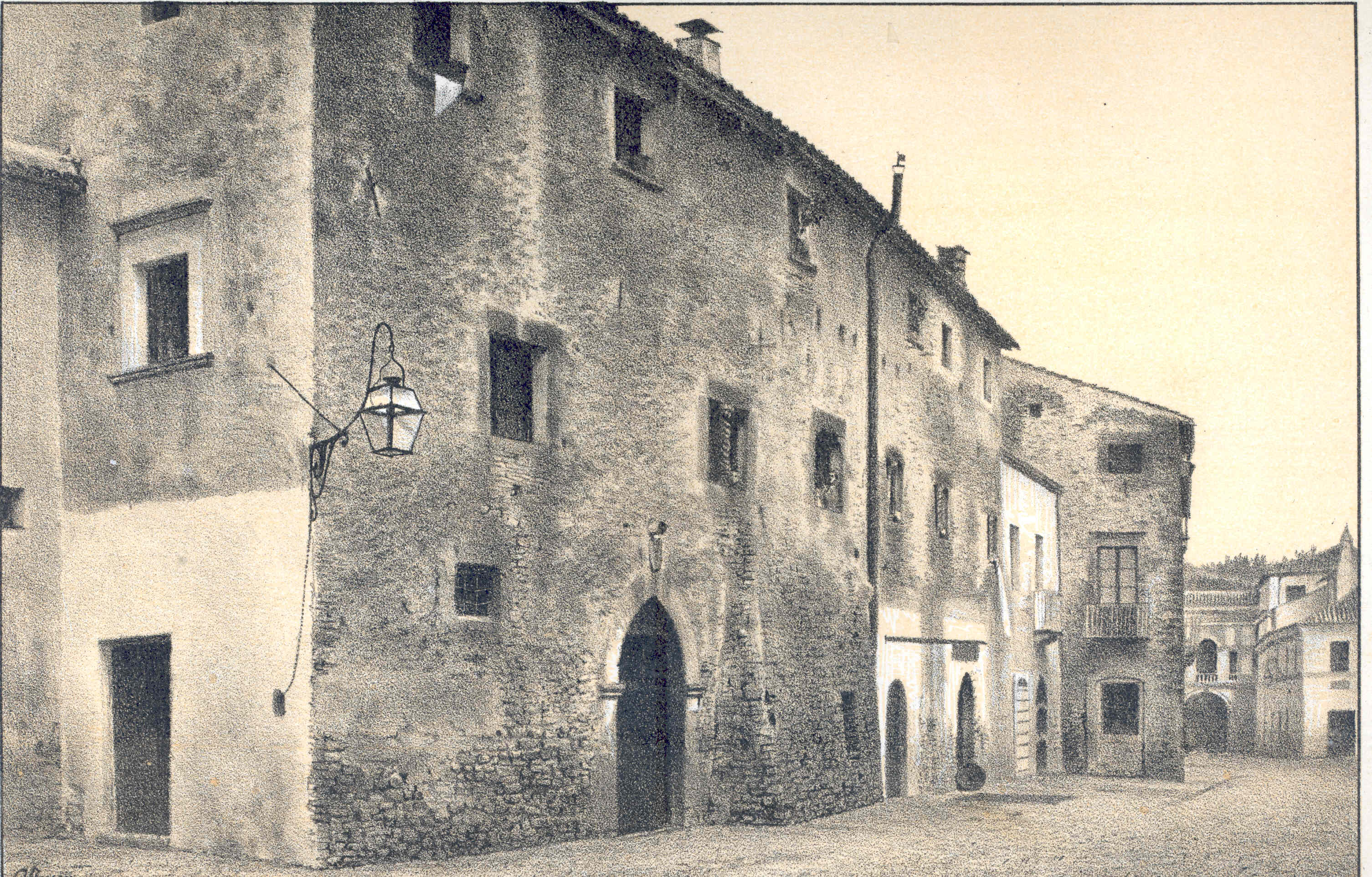
Teramo, casa della famiglia di Melatino

I Melatino allora furono costretti a rivolgersi per aiuto a uno dei loro tradizionali nemici, il potente Giosia Acquaviva, duca di Atri, al quale avevano in precedenza ucciso il padre, e gli offrirono la signoria su Teramo. 
Preso il potere, Giosia cercò comunque di pacificare la città, trattando anche con la fazione dei De Valle. A questo punto dunque si colloca la minaccia di Angelo di Cola Crollo, capo della fazione dei Melatino che, temendo un accordo di Giosia con i De Valle, pronunciò al suo indirizzo parole minacciose. Racconta il Muzii che Angelo, "mormorando in lingua teramana" avrebbe detto " Orsù basta ci sta messo, ti scacciarà", volendo rimarcare che i Melatino, così come avevano chiamato Giosia in Teramo, allo stesso modo avrebbero potuto cacciarlo via: "Chi ti ci ha messo, ti scaccerà" interpreta il Palma nella sua storia.
I partigiani dei Melatino, dopo l'impiccagione dei loro capi, deposero con le armi anche ogni velleità di lotta e a loro fu attribuito il soprannome dispregiativo di "Spennati". I de Valle, invece, furono chiamati "Mazzaclocchi" con riferimento, pare, a un tipo di mazza di legno da questi usata. Le denominazioni di Spennati e Mazzaclocchi furono reintrodotte nella toponomastica ottocentesca e sopravvivono ancora al presente nei vicoli del corso di porta Romana, a Teramo.

## Una variante della lapide di recente scoperta
Di recente è stata scoperta una variante della lapide delle "male lingue", all'apparenza più antica, di fattura più grezza e con alcune varianti di rilievo come la mancanza del cartiglio con il motto, il compasso chiuso, la mancanza delle lingue sporgenti e trafitte. In tutto simile per quanto riguarda gli altri elementi. La notizia della scoperta è data e commentata da Riccardo Capasso nella pubblicazione su Teramo e la valle del Tordino, indicata in bibliografia.